# Felicitas Woll
Felicitas Woll (Homberg, 20 de enero de 1980) es una actriz y cantante alemana, reconocida principalmente por sus papeles en la serie de televisión Berlin, Berlin (2002-2005) y en el telefilme Dresde (2006).

## Biografía
Woll creció en Harbshausen, Hesse. Inicialmente estudió enfermería, pero se convirtió en actriz después de conocer al agente teatral Frank Oliver Schulz. Después de una sesión de casting, fue seleccionada para integrar el reparto de la serie de televisión Die Camper, permaneciendo en el programa durante tres años. En 1998 comenzó a tomar clases de interpretación en el Düsseldorfer Tanzhaus bajo la dirección de Wladimir Matuchin.
Después de su papel como Tanja Ewermann en Die Camper, apareció en Für alle Fälle Stefanie y Hamann-Spezial. A finales de 1999 protagonizó la coproducción germano-china True Love Is Invisible y la serie familiar para el canal ZDF Nesthocker - Familie zu verschenken. Su éxito continuó en 2001 con Mädchen, Mädchen de Dennis Gansel y en 2002 con Berlin, Berlin.
El año 2005 fue un punto de inflexión en su carrera, especialmente por su participación en el telefilme Dresde. En la película, una joven enfermera alemana (Woll) se enamora de un piloto inglés herido (interpretado por John Light) en la víspera de la destrucción de la ciudad por los bombarderos aliados en febrero de 1945. La película se filmó en el centro de la ciudad reconstruido de Dresde, así como en la estación de ferrocarril y en otros sitios emblemáticos de la localidad. La película, protagonizada además por Heiner Lauterbach y Wolfgang Stumph, se emitió en dos partes el 5 y el 6 de marzo de 2006.
A partir de entonces ha registrado apariciones en gran cantidad de producciones para cine y televisión en su país natal. Woll también se ha desempeñado como cantante, publicando dos álbumes de estudio hasta la fecha.

## Filmografía

### Cine y televisión
- 1999: Evelyn Hamanns Geschichten aus dem Leben
- 1999-2001: Die Camper
- 2000: True Love Is Invisible
- 2000: Nesthocker – Familie zu verschenken
- 2001: Mädchen, Mädchen
- 2002–2005: Berlin, Berlin
- 2003: Tatort
- 2003: Dr. Sommerfeld – Neues vom Bülowbogen
- 2004: Abgefahren – Mit Vollgas in die Liebe
- 2004: Die Unglaublichen
- 2006: Eine Krone für Isabell
- 2006: Dresde
- 2006: Zwei Engel für Amor
- 2007: Schillerstraße
- 2007: Die Märchenstunde
- 2007: Zwei Wochen Chef
- 2008: Wir sind das Volk – Liebe kennt keine Grenzen
- 2008: König Drosselbart
- 2009: Kinder des Sturms
- 2009: Liebe Mauer
- 2010: Küss Dich Reich
- 2010: Bei manchen Männern hilft nur Voodoo
- 2010: Katie Fforde
- 2010: Vater Morgana
- 2011: Carl & Bertha
- 2011: Kein Sex ist auch keine Lösung
- 2012: Die Männer der Emden
- 2013: Der Taunuskrimi
- 2013: Mord nach Zahlen
- 2013: Großer Mann ganz klein!
- 2014: Der Alte
- 2014: Utta Danella – Von Kerlen und Kühen
- 2014: Ein Reihenhaus steht selten allein
- 2015: Die Ungehorsame
- 2015: Hördur – Zwischen den Welten
- 2016: Weil ich dich liebe
- 2016: Neues aus dem Reihenhaus
- 2016: Liebe bis in den Mord
- 2017: Nackt. Das Netz vergisst nie
- 2017: Die Chefin Special
- 2017: Das Nebelhaus
- 2019: Väter allein zu Haus: Gerd
- 2019: Väter allein zu Haus: Mark

## Discografía
- 2003: Baby, Now That I’ve Found You
- 2015: Wenn der Mond scheint